# Saltos del Tabay
Los Saltos del Tabay (pronúnciase Tabaí y que en idioma guaraní significa «pueblo chico») -también conocido como salto Tabay- son un conjunto de cascadas sobre el Arroyo Tabay ubicada a pocos kilómetros de su desembocadura sobre el río Paraná, en el municipio de Jardín América, provincia de Misiones, Argentina. 

## Descripción
Está formado por tres conjuntos de saltos contiguos, que desembocan en un cañadón cerrado donde se forma una pequeña pileta natural. El primero y más cercano tiene saltos pequeños que se usan para baño, el segundo también se utiliza para baño pero tiene saltos un poco más altos, y el tercero corre sobre el lecho rocoso y es más peligroso. Sobre la margen derecha se desarrolla una frondosa selva paranaense, mientras que en la margen izquierda la misma fue reducida para poder desarrollar infraestructura.
Además, metros arriba de la caída de agua el arroyo fue dividido en dos canales, formando una pequeña isla, el brazo izquierdo fue canalizado formando una pileta con fondo de cemento y distintas profundidades. 

## Festival del Turista
Sobre el brazo derecho de los Saltos del Tabay pueden observarse los restos de un dique. Una pasarela peatonal cruza el brazo canalizado, y un anfiteatro en la orilla es utilizado para el clásico Festival del Turista que se desarrolla todos los años en enero con espectáculos musicales. El municipio dotó al salto con una completa infraestructura de camping y un albergue para recibir a los miles de visitantes que llegan en cada temporada veraniega.
El salto es uno de los principales atractivos turísticos de la provincia de Misiones, por su completa infraestructura, acceso (asfaltado, a 3 kilómetros de la Ruta Nacional N.º 12), balneario y belleza natural.

### Reinas del Festival del Turista
| Año  | Nombre                               | Origen                                 |
| 2015 | Marisel Valenzuela Herrera (24 años) | Provincia del Chaco                    |
| 2014 | Maia González (16 años)              | Bella Vista, Provincia de Buenos Aires |
| 2013 | Melanie Escobar Basualdo (17 años)   | Ciudad de Salta, Provincia de Salta    |
| 2012 | Sigrid Cielo Kuti (17 años)          | Marcos Paz, Provincia de Buenos Aires  |
| 2011 | María Agustina Meichtry (15 años)    | Villaguay, Provincia de Entre Ríos     |
| 2010 | Luciana Robledo (24 años)            | Posadas, Provincia de Misiones         |
| 2009 | Sofía Vallejos (21 años)             | Barranqueras, Provincia del Chaco      |

## Ubicación
Al llegar al predio donde están los saltos del Tabay, una tupida vegetación recibe a los visitantes, con los más diversos y añosos ejemplares, enormes árboles y plantas autóctonas, donde se respira el ambiente selvático único de la tierra colorada, para luego asombrarse con el esplendoroso espectáculo de los numerosos saltos rumorosos, despeñándose sobre las piedras en cascadas de espumas y borbollones, atrapando por su magnificencia en un espectáculo multicolor al visitante más indiferente o al ávido turista.
Para llegar a este lugar privilegiado se tiene que transitar por la Ruta Nacional N.º 12 hasta la ciudad de Jardín América. De allí a escasos tres kilómetros hacia el Norte se encuentra el acceso asfaltado trasformado en una amplia avenida de 1800 metros (a la mano izquierda) que lleva el nombre del agrimensor Miguel Romer, en homenaje al hombre que trazó en plena selva en 1946 los lineamientos básicos de las calles, avenidas y lotes de la futura ciudad de Jardín América. Romer falleció el 24 de diciembre de 1999.

## Galería

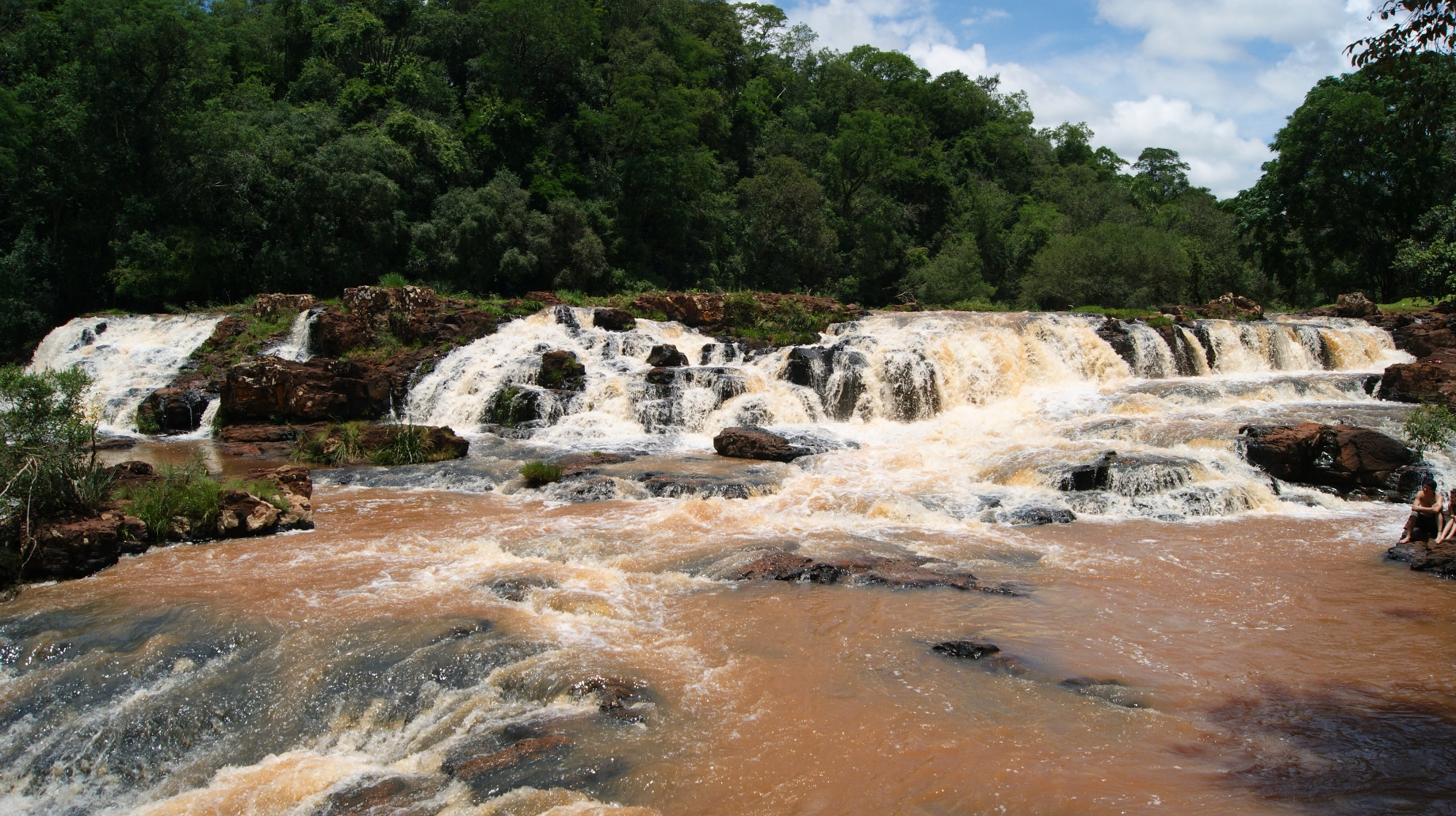
Saltos del Tabay Jardín América
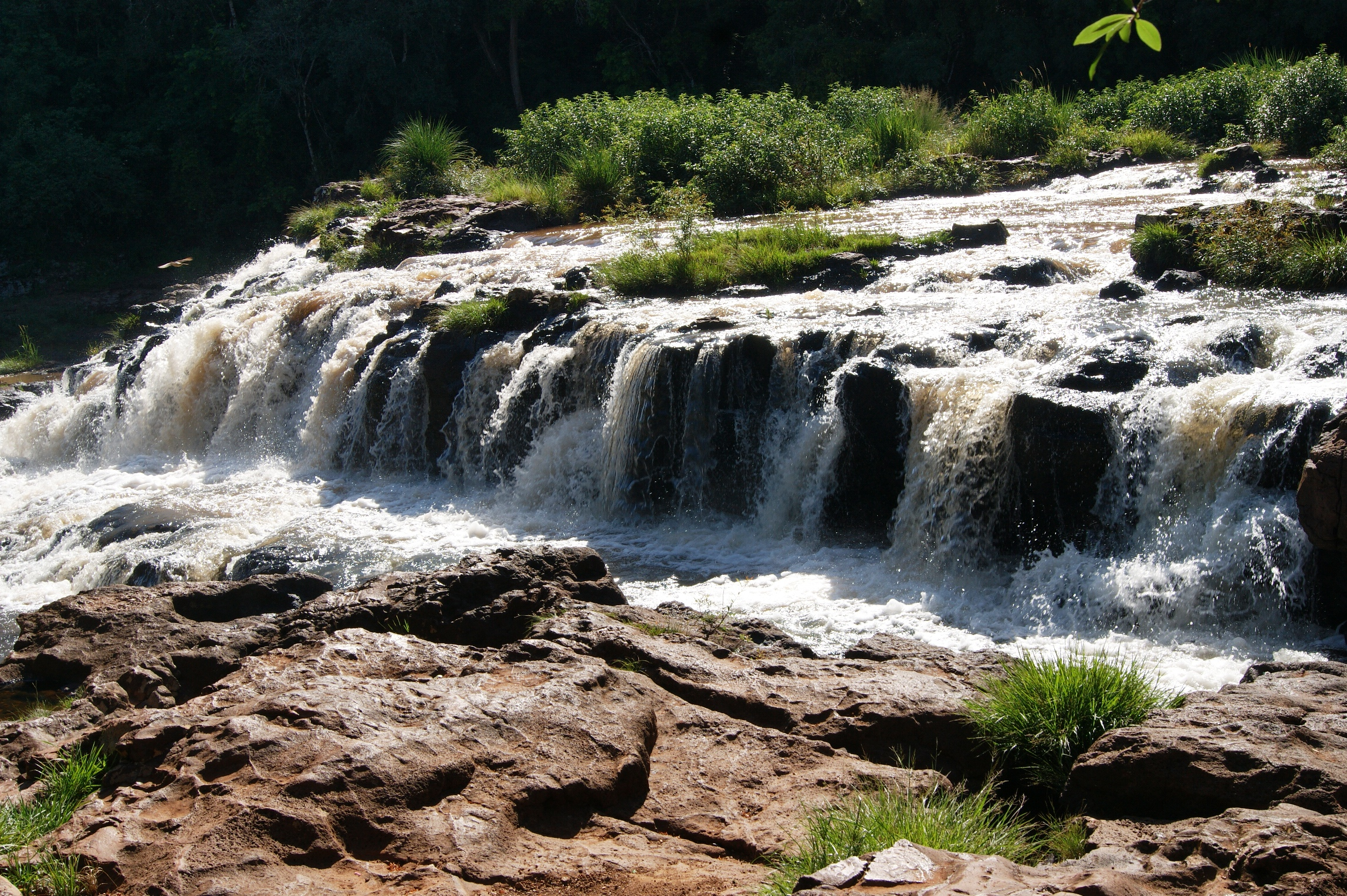
Arroyo Tabay Jardín América
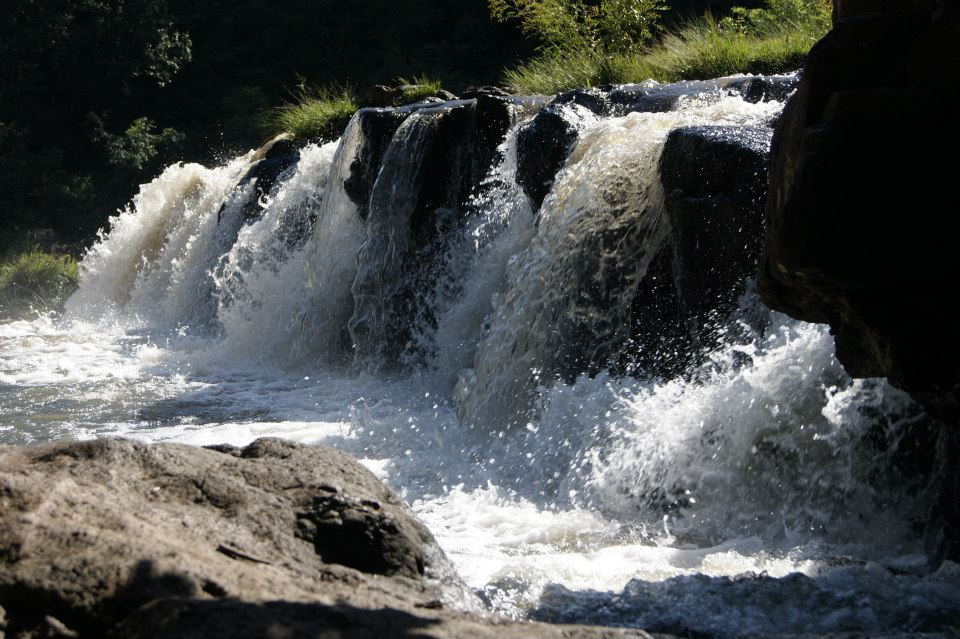
Arroyo Tabay Jardín América
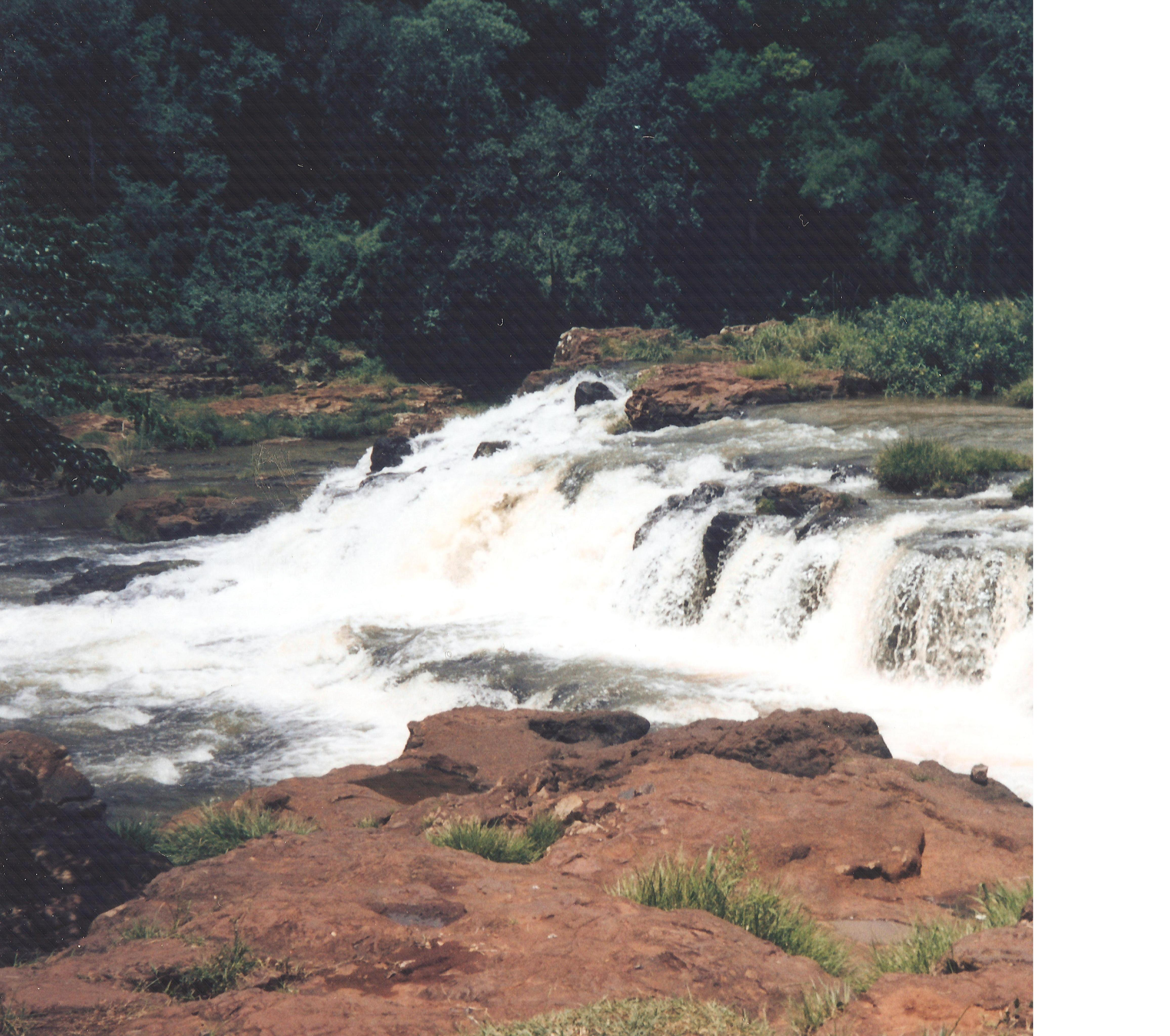
Saltos del Tabay Jardín América

## El parque
El parque municipal Salto Tabay tiene unas 14 hectáreas. Muchas mejoras y comodidades fueron agregadas por las distintas gestiones municipales, como ser: un moderno edificio funcional de Bar-Restaurant, con atención de prácticamente las 24 horas; puestos de comidas típicas de Misiones y venta de caburé, un local en el cual funciona la proveeduría para los visitantes en tránsito o acampantes y un pequeño salón de juegos electrónicos. 
También fueron construidos tres albergues para contingentes de visitantes o delegaciones; sanitarios que reúnen todos los servicios incluyendo numerosas duchas y espaciosos lavaderos de ropas y vajillas. 
En distintos sectores del parque se han dispuesto canillas con servicio de agua potable de alta calidad, proveniente de un pozo semisurgente de 140 metros de profundidad.
También es importante señalar la red de instalaciones eléctricas disponibles en el lugar, que brinda una profusa iluminación y servicios de tomacorrientes en lugares estratégicos. Existen amplios sectores destinados al camping, ya sea con carpa o casas rodantes, además de numerosos senderos perfectamente señalizados para el tránsito vehicular. Otra de las comodidades existentes son las numerosas mesadas construidas en hormigón junto a sus respectivos asientos, como así también las correspondientes parrillas.

### Hidromasajes naturales
Los lugares habilitados para gozar de la frescura de sus aguas y los beneficiosos hidromasajes naturales que gratuitamente otorgan sus numerosas caídas de agua, son el sector de los saltos propiamente dicho y también la enorme pileta construida sobre el cauce mismo del arroyo, ésta tiene unos 120 metros de largo por 15 de ancho. Un sector de unos 80 metros hace las delicias de los niños, porque su profundidad no excede los 60 centímetros, garantizando la seguridad de los pequeños y la tranquilidad de sus padres.

### Seguridad
Por su parte, los sectores de aguas profundas están perfectamente demarcados, se señalan con carteles de advertencia los lugares peligrosos y los prohibidos. No obstante, durante la temporada oficial (que da comienzo en diciembre en medio de diversos números artísticos), el lugar cuenta con bañeros y se habilitan los servicios de primeros auxilios las 24 horas y guardia policial rotativa.

### Transporte
Para los que no tienen auto y quieren ir a los Saltos del Tabay, desde la terminal de colectivos de Jardín América hay servicios cada 45 minutos de lunes a viernes y cada 30 los fines de semana.

## Pura naturaleza
En las áreas de bosque nativo y selva tupida que circunda el cauce del arroyo aguas abajo, se han habilitado senderos para caminar monte adentro y estar en contacto directo con la selva. Para los amantes de los deportes, el predio cuenta con canchas de Voleibol de playa y una pequeña cancha de fútbol. Y si todo fuera poco, aquellas personas a las que le gusta la pesca, aguas abajo, siguiendo el curso del arroyo a través de piedras enormes y barrancos sinuosos bordeando cascadas y correderas en un ambiente selvático de profundos cañadones, se puede practicar la pesca de sabrosos ejemplares de bagres y llamativas bogas en pequeños y grandes remansos, gozar del silencio y a la vez de una profunda paz en la soledad, lejos del mundanal ruido, solo interrumpido por el canto del zorzal o el arrullo de la torcaza montaraz.

## El nombre del arroyo
Antiguamente, antes del asentamiento post jesuítico en la margen izquierda del actual arroyo Tabay, el arroyo que por allí tenía su cauce se denominaba ybyrá (en lengua guaraní significa “agua de los árboles”).
Hacia 1769, según datos recopilados por el historiador Jorge Francisco Machón, se funda una pequeña población que se dio por llamar San Francisco de Paula (que habría de durar hasta 1816), formado por un grupo de aborígenes guaraníes de la etnia guayaná conformado por unas 150 almas y guiados por religiosos de la orden de los Dominicos. Desde aquellos remotos días, los indígenas comenzaron a denominar al pequeño poblado como tava í (pueblo chico). Luego, con el correr de los años, la escritura se fue deformando hasta llegar a la forma actual, con ‘b’ y con ‘y’.